# Opacibidion opacicolle
Opacibidion opacicolle là một loài bọ cánh cứng trong họ Cerambycidae.